# Curveulima bollonsi
Curveulima bollonsi is een slakkensoort uit de familie van de Eulimidae. De wetenschappelijke naam van de soort is voor het eerst geldig gepubliceerd in 1937 door Powell.